# 추이잉
추이잉(중국어 정체자: 邱議瑩, 병음: Qīu Yìyíng, 한자음: 구의영, 1971년 6월 1일 ~ )은 타이완의 정치인으로, 2002년 핑둥현, 2008년 비례대표 겸 가오슝시 제1선거구의 입법위원으로 당선된다.